# Vogelzang (Nijmegen)
Vogelzang is een wijk in Nijmegen. De wijk is gelegen in het stadsdeel Dukenburg en ligt tussen het Maas-Waalkanaal, Rijksweg 73 en de wijk Weezenhof en grens in het zuiden aan de gemeente Heumen. Op 1 januari 2023 telde de wijk 0 inwoners, verdeeld over 0 woningen, op een oppervlakte van 0,56 km².
Vogelzang bestaat uit eikenbos, afgewisseld door weilanden en een ven. In dit gebied ligt ook natuurgebied de Hatertse Broek dat onder beheer is van Het Geldersch Landschap. Het natuurgebied beslaat bijna de gehele wijk minus de betonfabriek.

## Geschiedenis
Het gebied bestond tot eind negentiende eeuw voornamelijk uit wilgenmoeras. Het eikenbos met lanen, dat we nu aantreffen is aangeplant tussen 1870 en 1890. Na het graven van het Maas-Waalkanaal, in 1925-1926, is veel moeras en broekbos ontgonnen tot landbouwgrond. Het gebied werd in 1988 verworven door de Gemeente Nijmegen. Later verrees een betonfabriek aan de Westkanaaldijk.

## Afbeeldingen

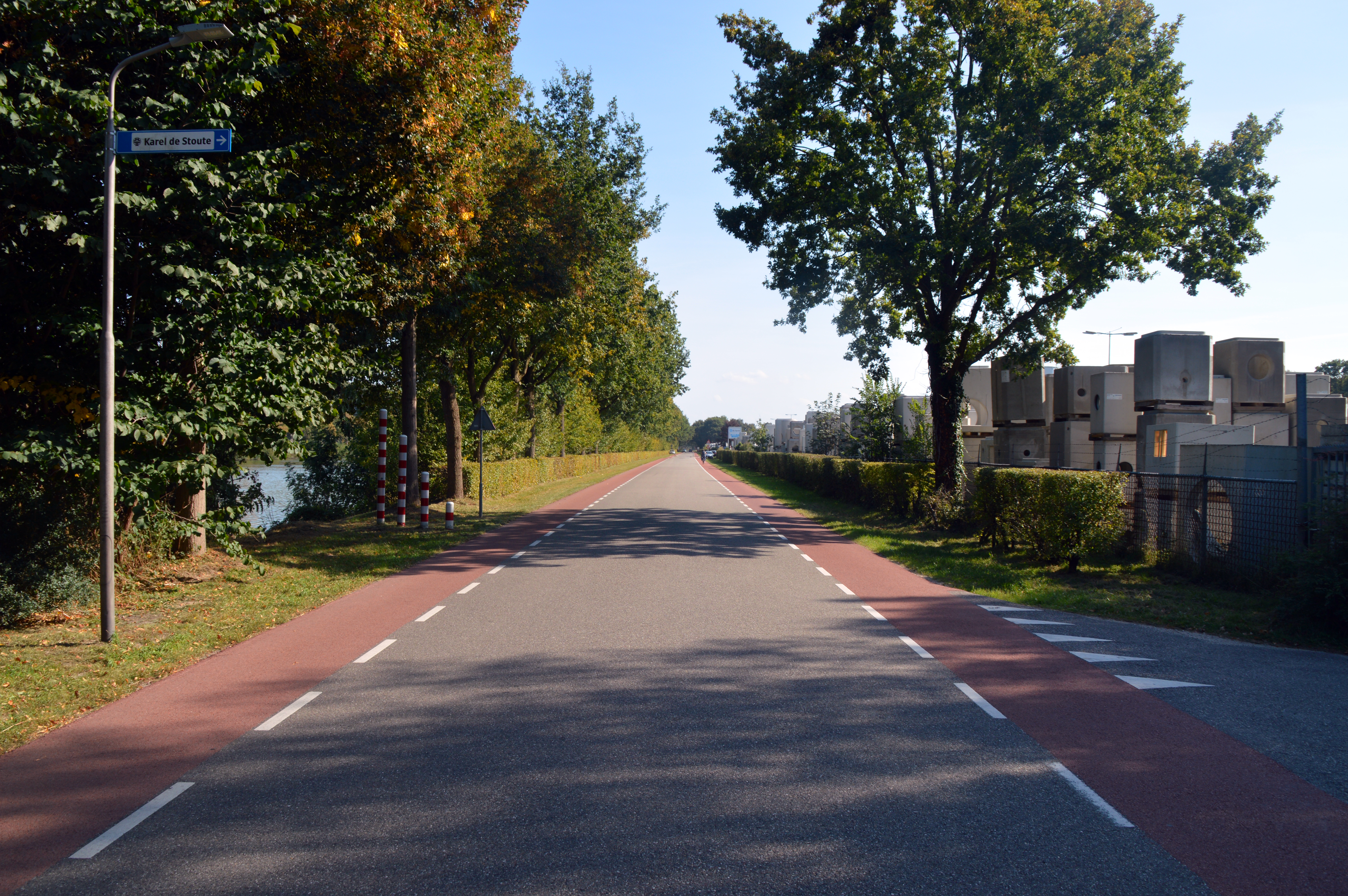
Weezenhof, Westkanaaldijk
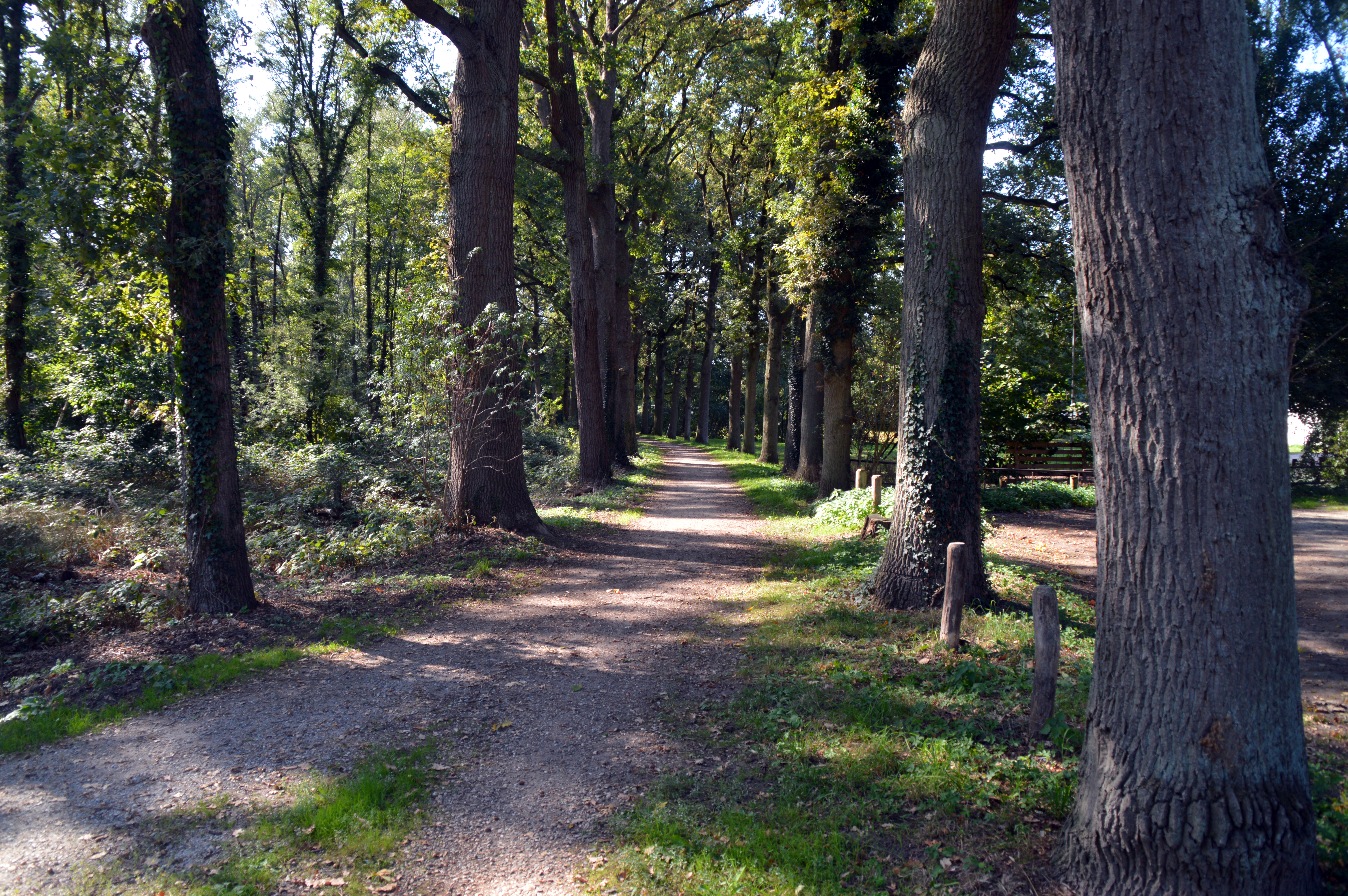
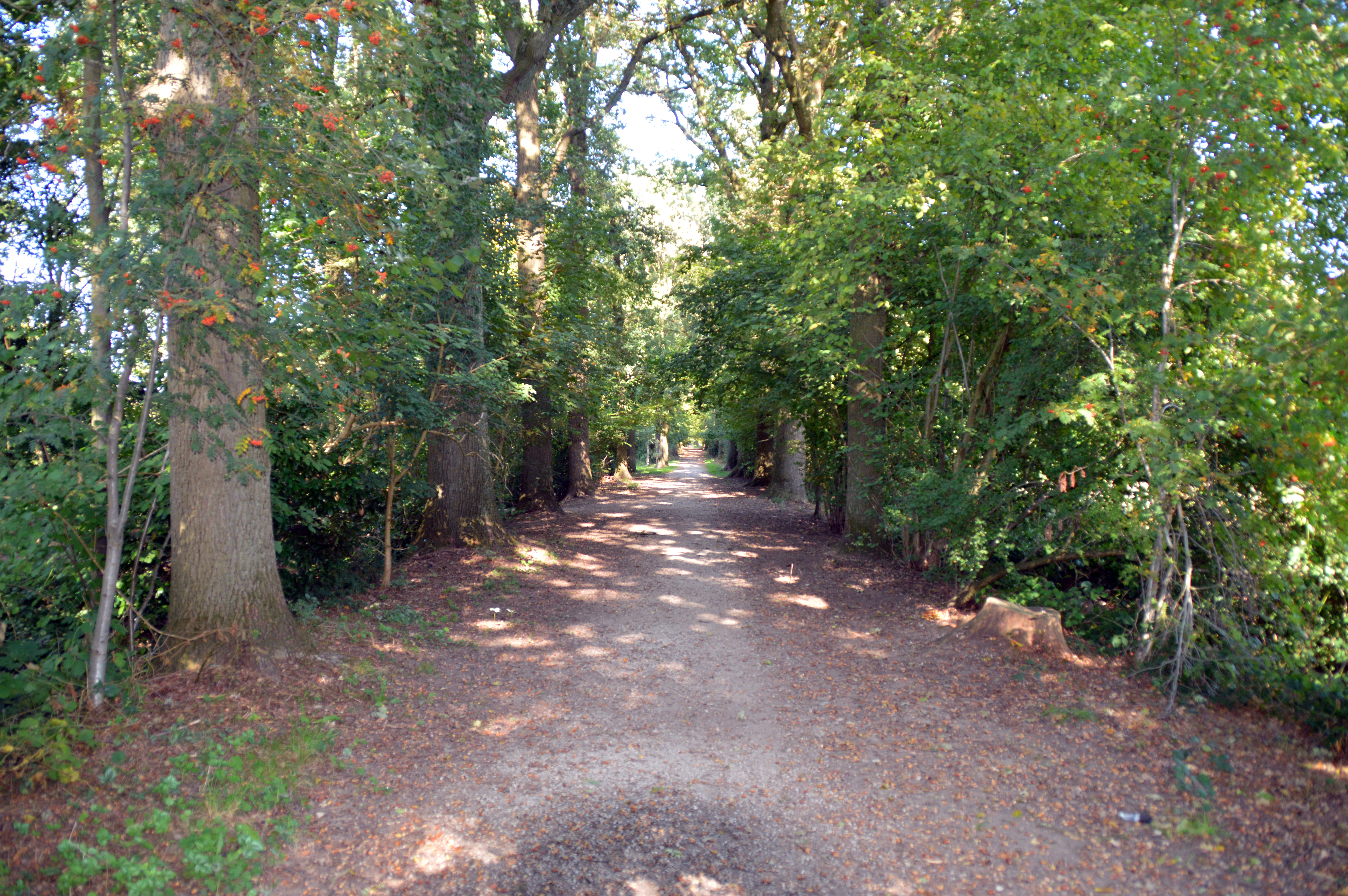
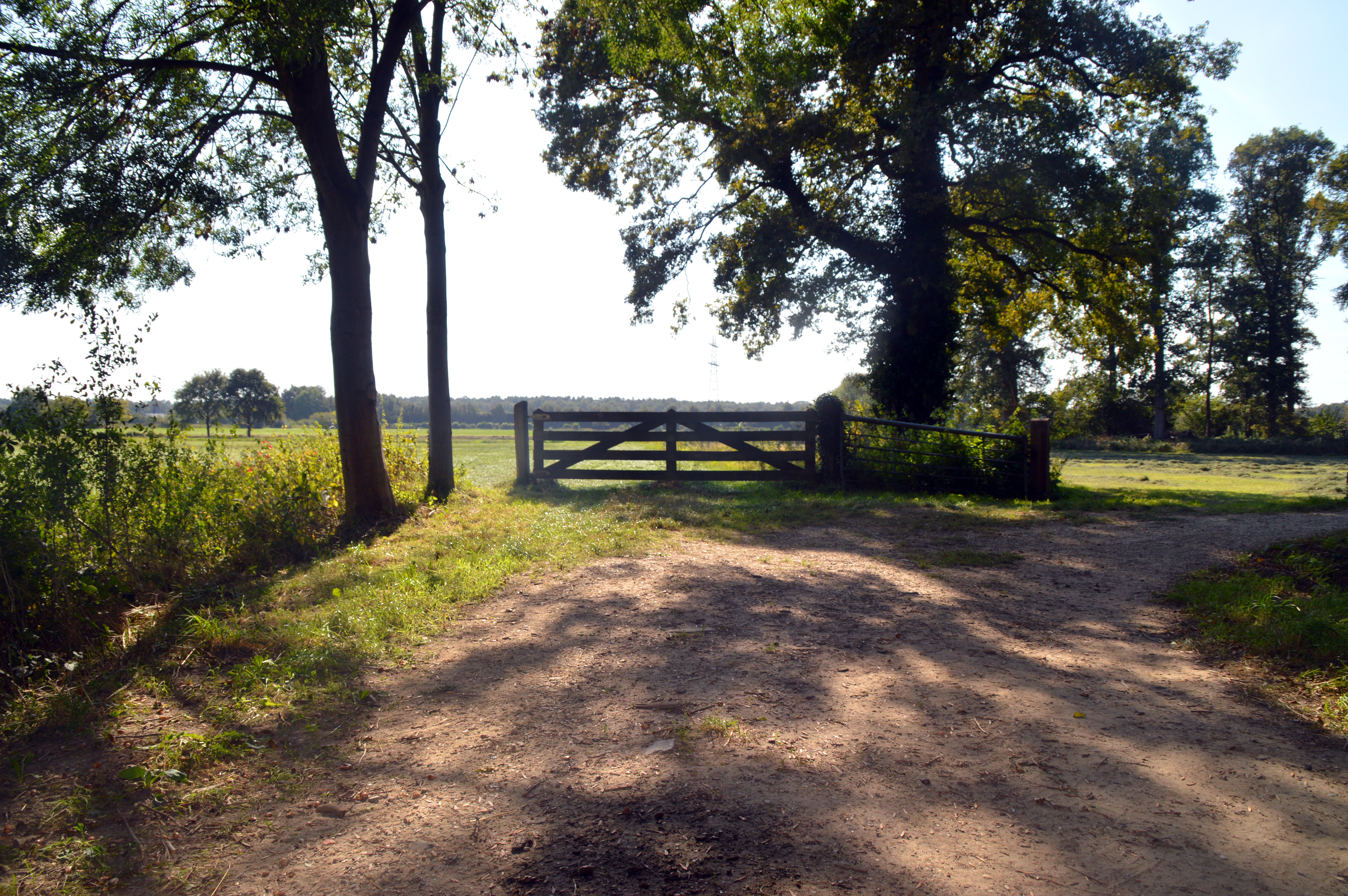
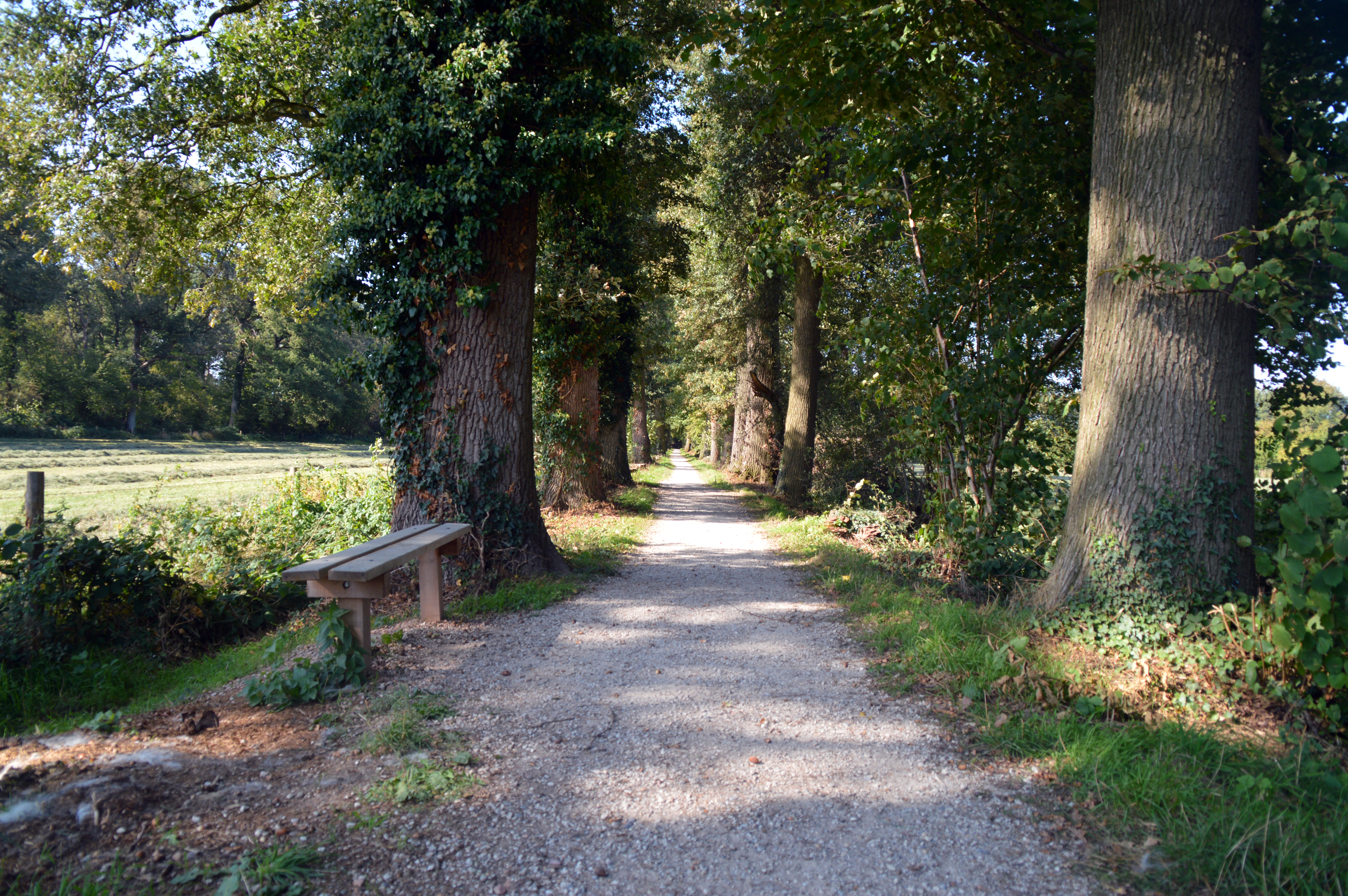
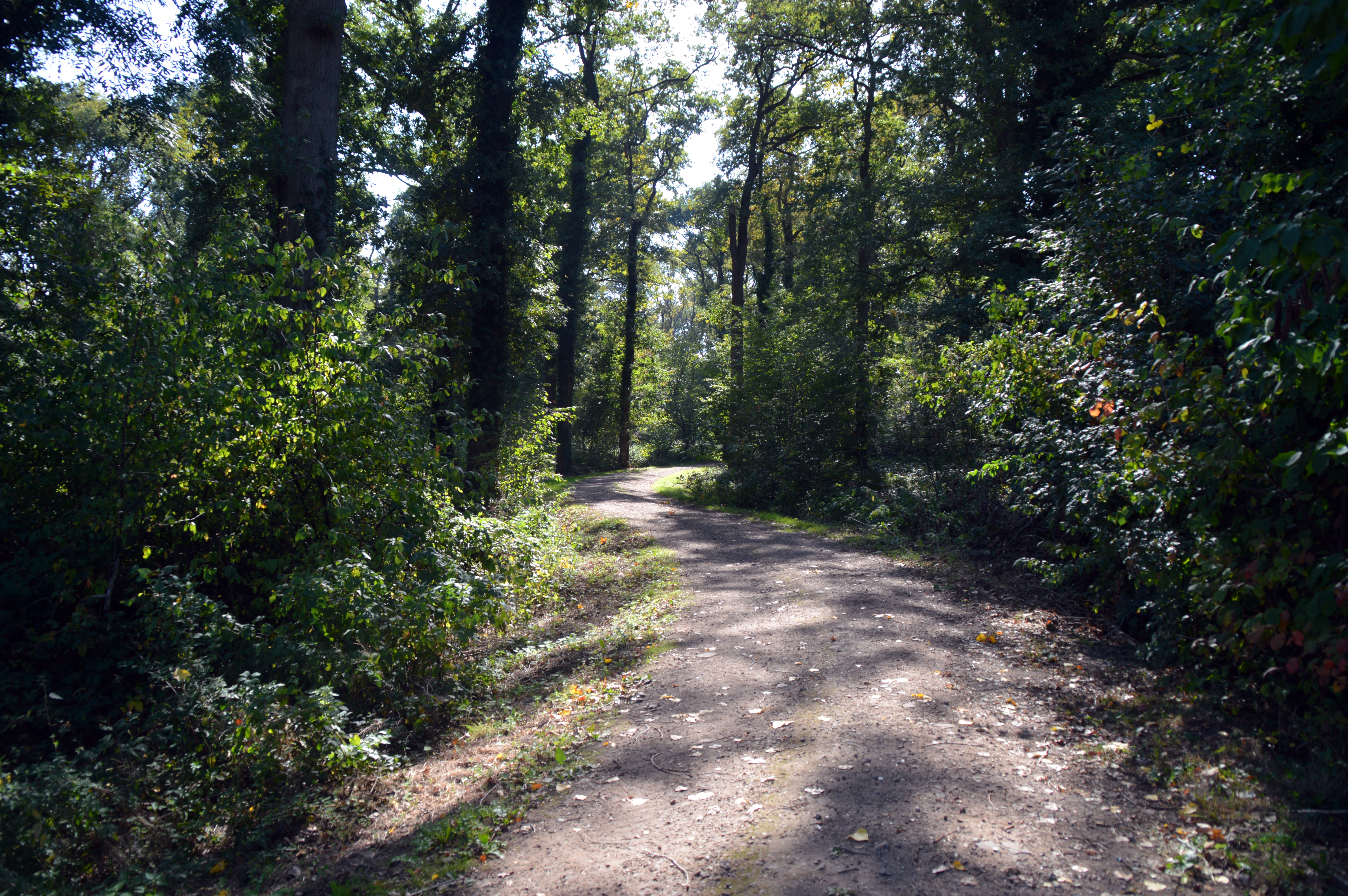
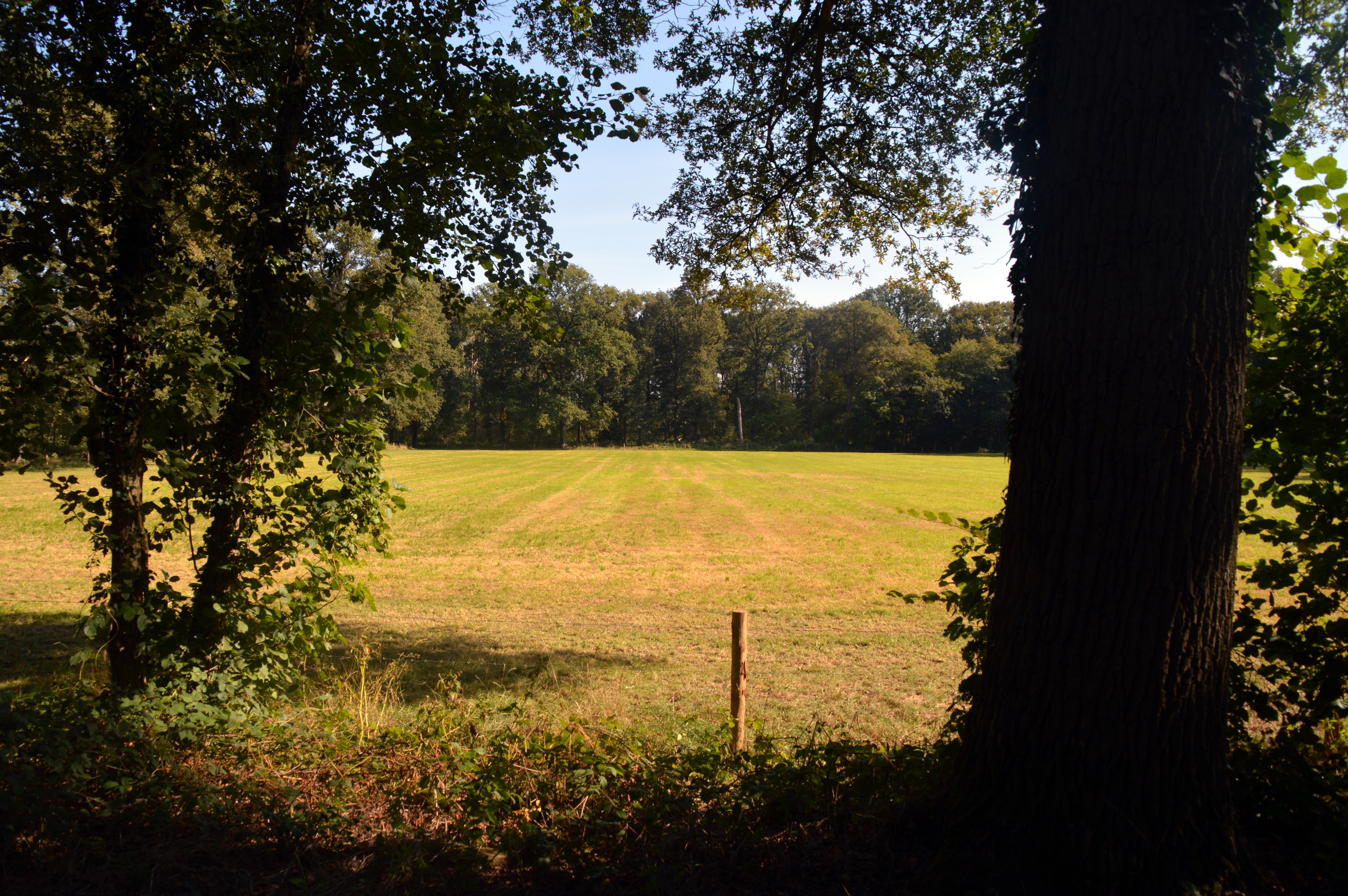
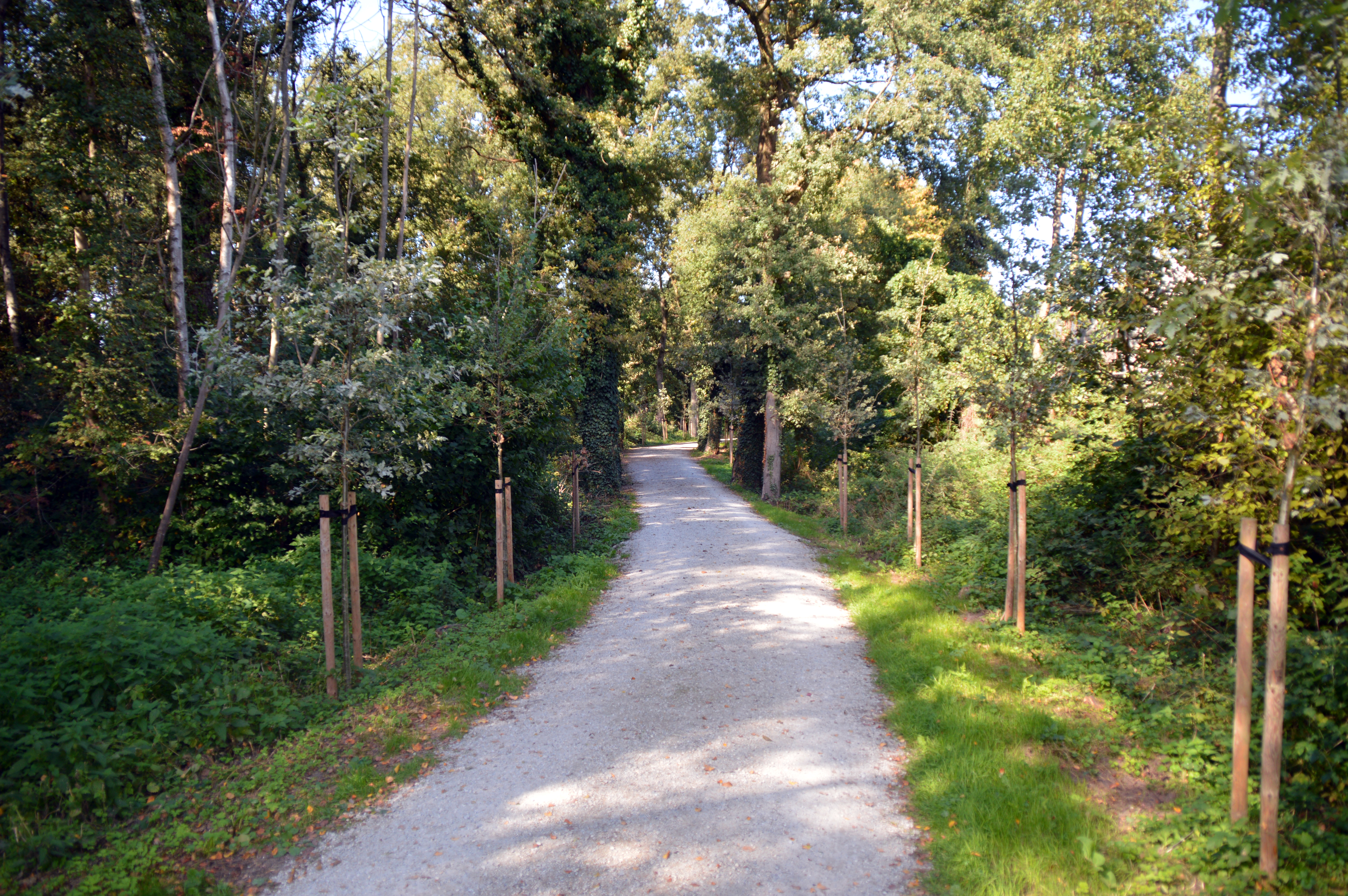